# Малышев, Антон Владимирович
Антон Владимирович Малышев (24 февраля 1985, Колпино) — российский хоккеист, нападающий. Тренер.

## Карьера
Воспитанник СКА. Начал свою профессиональную карьеру в 2005 году в составе клуба Высшей лиги «Спартак» Санкт-Петербург, выступая до этого за фарм-клуб родного СКА. В дебютном сезоне провёл 56 матчей, набрав 21 (4+17) очко. В середине следующего сезона петербургский клуб обанкротился, после чего Малышев перешёл в саратовский «Кристалл». В сезоне 2007/08 набрал 17 (10+7) очков в 56 матчах, после чего был приглашён на просмотр в омский «Авангард», с которым впоследствии и подписал двухлетний контракт.
За два сезона провёл 73 матча, набрав 11 (9+2) очков, однако, несмотря на невысокую результативность, руководство сибирского клуба приняло решение продлить соглашение с игроком. В сезоне 2010/11 по причине травмы сыграл только 27 матчей и набрал 6 (3+3) очков, после чего был обменян в новосибирскую «Сибирь» на выбор на драфте-2011. В своём дебютном сезоне клуба провёл на площадке 48 матчей, в которых набрал 9 (5+4) очков, вслед за чем руководство «Сибири» приняло решение продлить соглашение ещё на два года.
В начале июля 2013 г. хабаровский «Амур» расторг контракт с Малышевым.
21 июля 2013 года стало известно, что Малышев продолжит карьеру в родном СКА

## Статистика выступлений
Последнее обновление: 4 июля 2013 года
|                 |                 |                 | Регулярный сезон | Регулярный сезон | Регулярный сезон | Регулярный сезон | Регулярный сезон | Регулярный сезон | Плей-офф | Плей-офф | Плей-офф | Плей-офф | Плей-офф | Плей-офф |
| Сезон           | Команда         | Лига            | Игр              | Г                | П                | Очк              | +/-              | Штр              | Игр      | Г        | П        | Очк      | +/-      | Штр      |
| --------------- | --------------- | --------------- | ---------------- | ---------------- | ---------------- | ---------------- | ---------------- | ---------------- | -------- | -------- | -------- | -------- | -------- | -------- |
| 2005/06         | Спартак СПб     | Высшая лига     | 56               | 4                | 17               | 21               | -18              | 40               | —        | —        | —        | —        | —        | —        |
| 2006/07         | Спартак СПб     | Высшая лига     | 37               | 2                | 8                | 10               | -15              | 30               | —        | —        | —        | —        | —        | —        |
| 2006/07         | Кристалл Св     | Высшая лига     | 8                | 2                | 0                | 2                | +2               | 12               | 3        | 1        | 0        | 1        | -1       | 0        |
| 2007/08         | Кристалл Св     | Высшая лига     | 56               | 10               | 7                | 17               | -15              | 30               | —        | —        | —        | —        | —        | —        |
| 2008/09         | Авангард        | КХЛ             | 43               | 5                | 1                | 6                | -10              | 16               | 5        | 1        | 0        | 1        | -3       | 4        |
| 2009/10         | Авангард        | КХЛ             | 22               | 3                | 1                | 4                | -3               | 18               | 3        | 0        | 0        | 0        | --       | 0        |
| 2010/11         | Авангард        | КХЛ             | 27               | 3                | 3                | 6                | -4               | 6                | —        | —        | —        | —        | —        | —        |
| 2011/12         | Сибирь          | КХЛ             | 48               | 5                | 4                | 9                | -5               | 10               | —        | —        | —        | —        | —        | —        |
| 2012/13         | Сибирь          | КХЛ             | 24               | 3                | 0                | 3                | -6               | 10               | —        | —        | —        | —        | —        | —        |
| 2012/13         | Амур            | КХЛ             | 4                | 0                | 0                | 0                | -1               | 2                | —        | —        | —        | —        | —        | —        |
| Всего в КХЛ     | Всего в КХЛ     | Всего в КХЛ     | 168              | 19               | 9                | 28               | -29              | 62               | 8        | 1        | 0        | 1        | -3       | 4        |
| Всего в карьере | Всего в карьере | Всего в карьере | 297              | 34               | 41               | 75               | -68              | 172              | 11       | 2        | 0        | 2        | -4       | 4        |